# Estadio Chiba Marine
El Estadio Chiba Marine (千葉マリンスタジアム Chiba Marin Sutajiamu?) es un estadio de la Ciudad de Chiba, en Japón. Se abrió en 1990 y puede albergar hasta 30.000 personas.
La apertura oficial del estadio se llevó a cabo del 13 al 15 de abril de 1990, cuando la estrella del pop, Madonna, celebró su Blond Ambition World Tour. Durante el show se produjeron fuertes lluvias y vientos, cosa que desprestigió dramáticamente el concierto, como dice Madonna en su obra En la cama con Madonna.
Lady Gaga actuó los días 13 y 14 de agosto de 2014 durante su participación en la Artrave: The Artpop Ball Tour. a su parte Ariana Grande fue partícipe de dos conciertos en el 2015 por su gira mundial The Honeymoon Tour
El Summer Sonic Festival se celebra en dicho estadio y su vecino, Makuhari Messe, cada verano.
Su uso principal es para jugar partidos de béisbol y es la casa de los Chiba Lotte Marines, utilizado en segundo lugar por los Rugby union.

## Galería

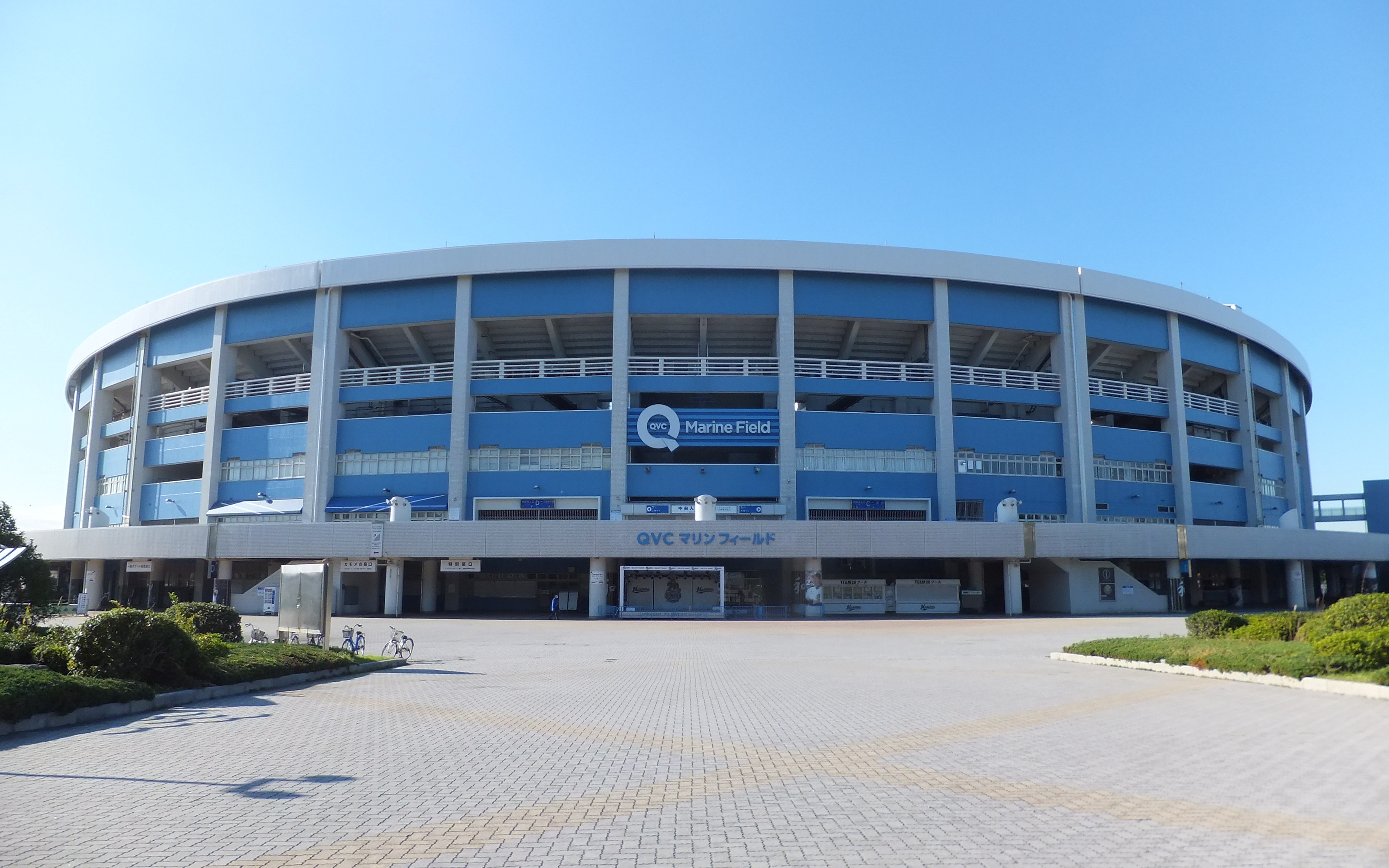
Estadio Chiba Marine de frente
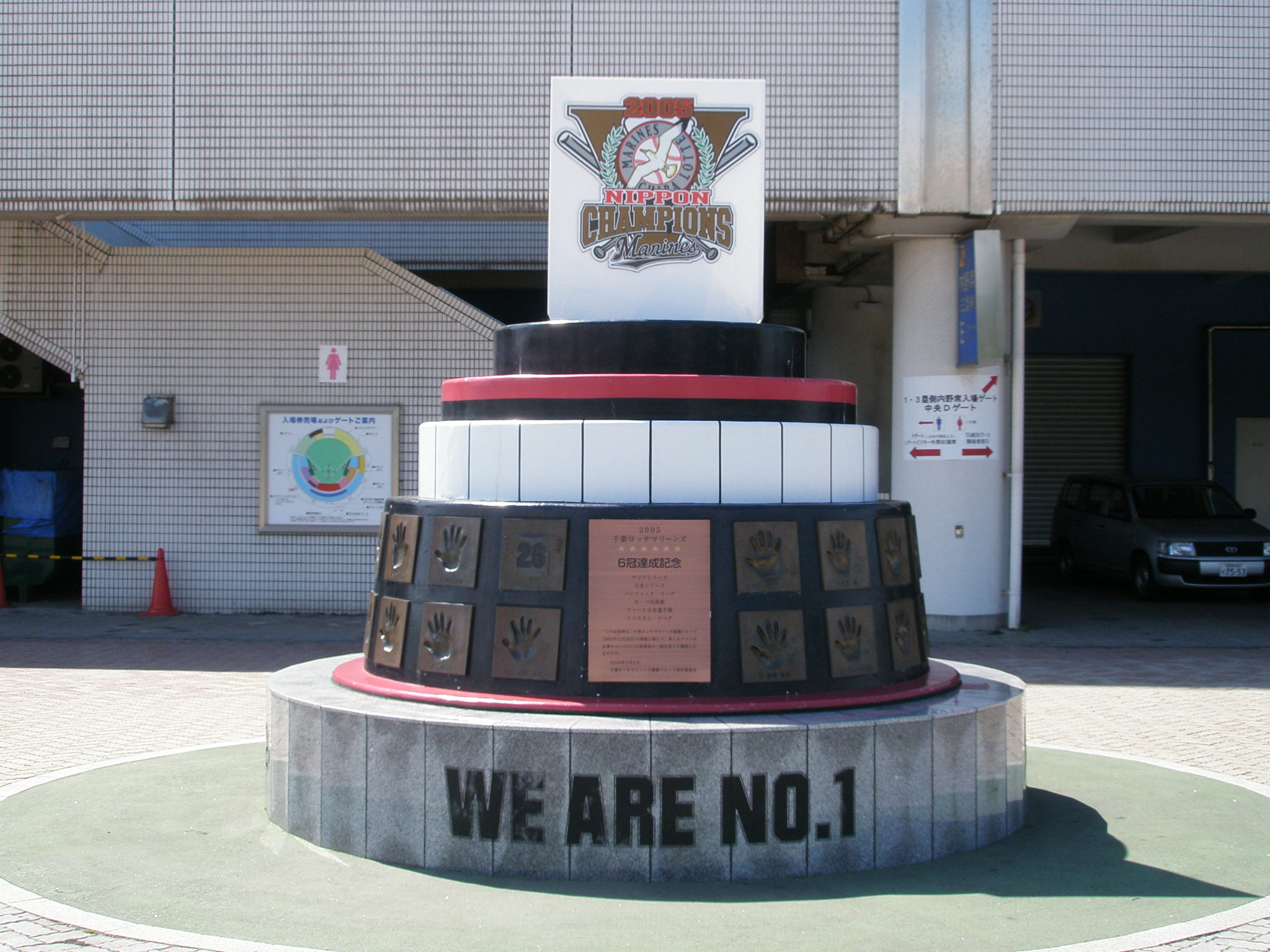
Homenaje a los Marines, en el estadio Chiba Marine (QVC Marine Field)
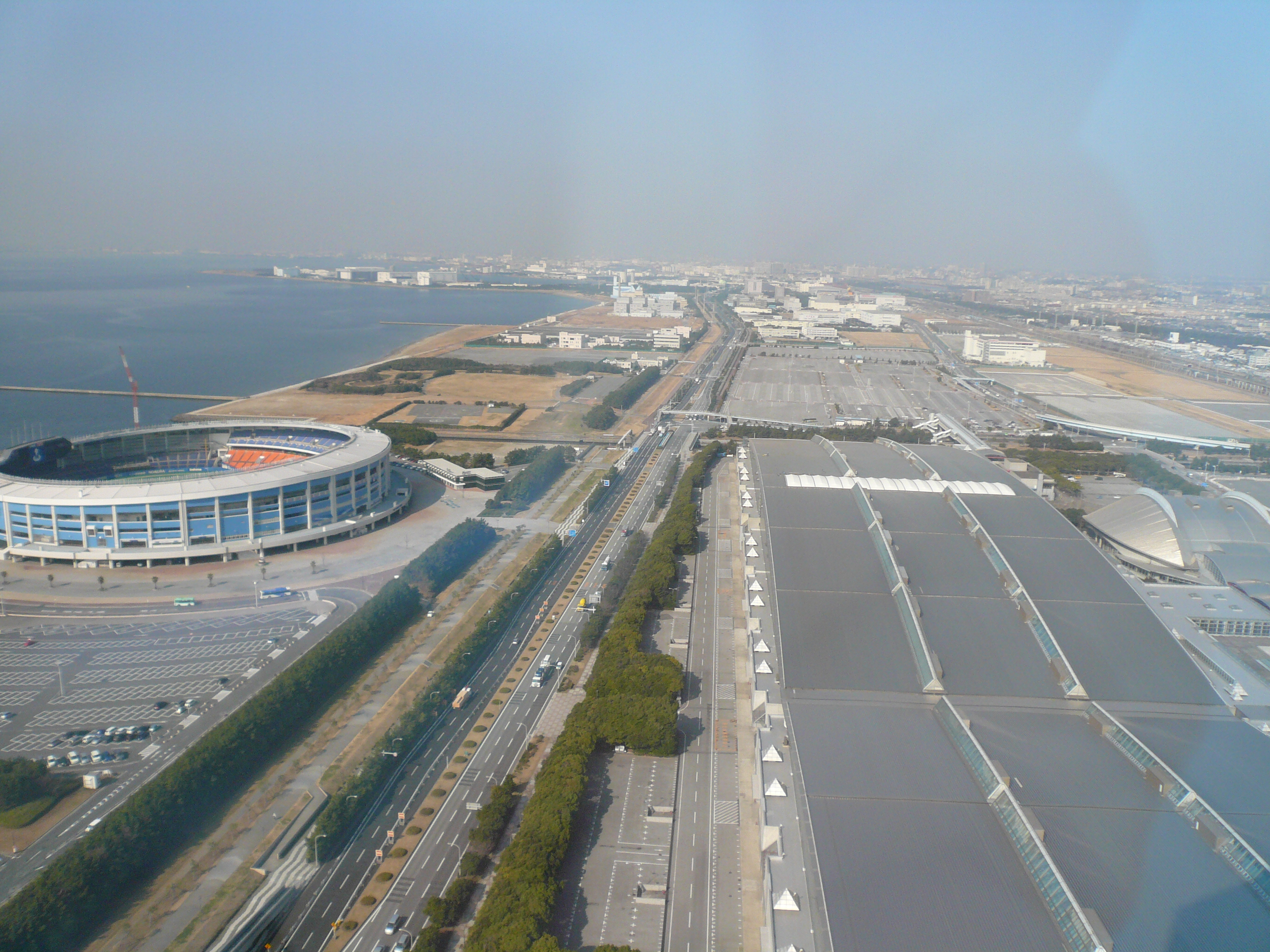
Makuhari Messe(A la derecha)

## Curiosidades
- El estadio se modeló como una fase de la edición arcade de Tekken a finales de 1994, pero simplemente se llamaba "Stadium" ("Estadio" en español).